# 新見市
新見市（日语：／ Niimi shi */?）是位於岡山縣西北部新見盆地及周邊地區的城市。農業發達，冬天是滑雪勝地。

## 人口
| 新見市人口分布圖 |                                               |  |
| 新見市與日本全國年齡別人口分布比較圖 （2005年資料） | 新見市的年齡、男女別人口分布圖 （2005年資料） |  |
| ■紫色是新見市 ■綠色是全国 | ■藍色是男性 ■紅色是女性                       |  |
| 新見市人口變化 \| 1970年 \| 48,967人 \| \| \| 1975年 \| 46,726人 \| \| \| 1980年 \| 44,882人 \| \| \| 1985年 \| 44,019人 \| \| \| 1990年 \| 42,264人 \| \| \| 1995年 \| 39,891人 \| \| \| 2000年 \| 38,492人 \| \| \| 2005年 \| 36,073人 \| \| \| 2010年 \| 33,870人 \| \| \| 2015年 \| 30,658人 \| \| \| 2020年 \| 28,079人 \| \| |                                               |  |
| 資料來源：日本總務省統計中心提供之人口普查數據 |                                               |  |
| 1970年 | 48,967人                                      |  |
| 1975年 | 46,726人                                      |  |
| 1980年 | 44,882人                                      |  |
| 1985年 | 44,019人                                      |  |
| 1990年 | 42,264人                                      |  |
| 1995年 | 39,891人                                      |  |
| 2000年 | 38,492人                                      |  |
| 2005年 | 36,073人                                      |  |
| 2010年 | 33,870人                                      |  |
| 2015年 | 30,658人                                      |  |
| 2020年 | 28,079人                                      |  |

## 历史

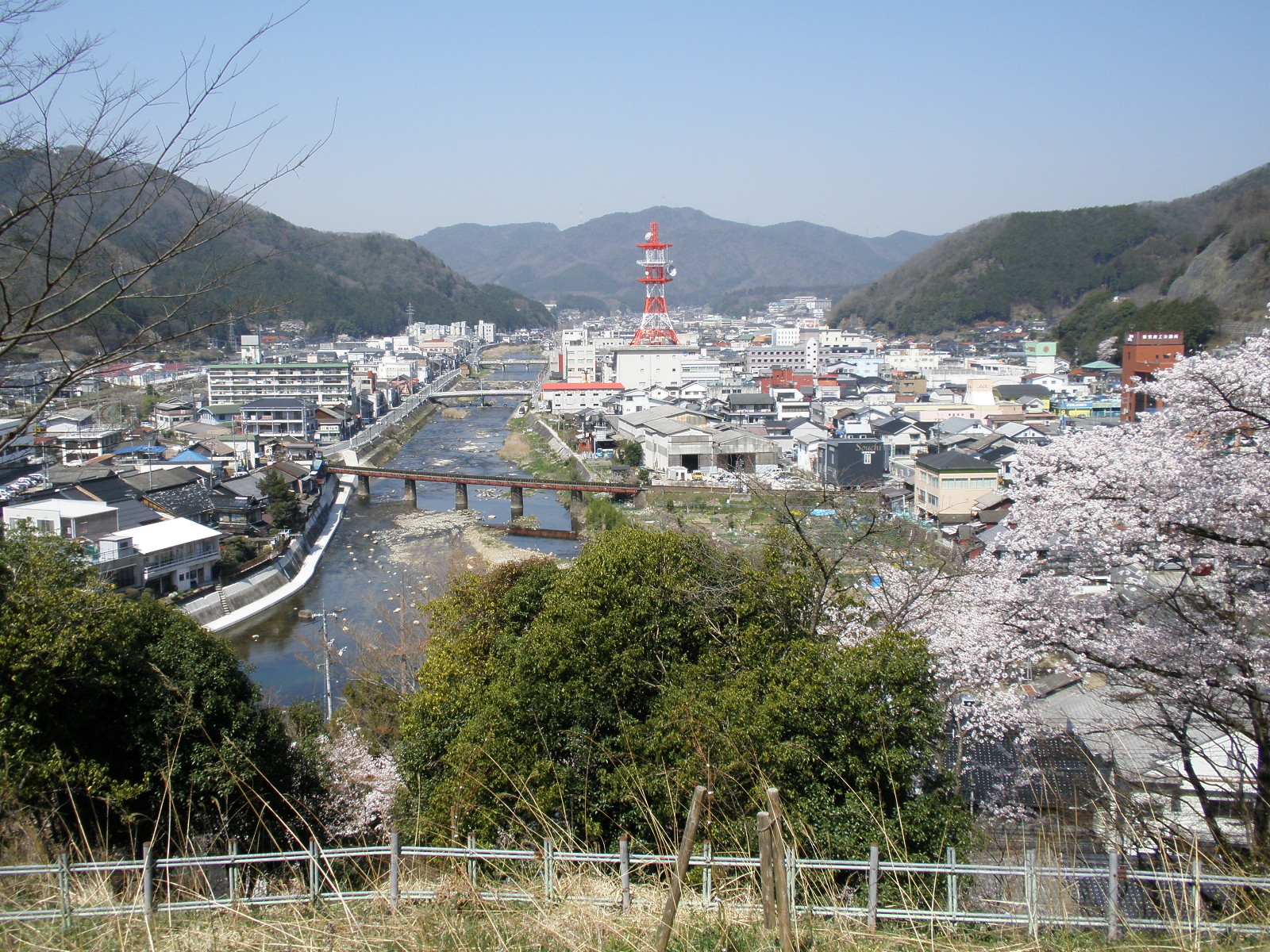
新見市市區

在令治國時代屬於備中國新見鄉，江戶時代屬於新見藩，廢藩置縣後先後隸屬新見縣、深津縣（後改名為小田縣），最終於1875年備併入岡山縣。

### 年表
- 1889年7月22日：實施町村制，現在的轄區在當時分屬：
  - 阿賀郡：丹治部村、刑部村、上刑部村、新見村、美穀村、草間村、菅生村、千屋村、熊谷村、豐永村。
  - 哲多郡：上市村、石蟹鄉村、新鄉村、神代村、矢神村、野馳村、新砥村、萬歲村、本鄉村。
- 1896年2月26日：新見村改置為新見町。
- 1900年4月1日：阿賀郡和哲多郡合併為阿哲郡。
- 1927年10月1日：刑部村改制為刑部町。
- 1946年2月11日：上市村改制為上市町。
- 1954年6月1日：新見町、上市町、美穀村、草間村、豐永村、熊谷村、菅生村、石蟹鄉村合併為新見市。
- 1955年2月11日：刑部町、上刑部村、丹治部村合併為大佐町。
- 1955年4月1日：
  - 矢神村和野馳村合併為哲西町。
  - 新砥村、萬歲村、本鄉村合併為哲多町。
- 1955年5月1日：
  - 神代村和新鄉村合併為神鄉町。
  - 千屋村被併入新見市。
- 2005年3月31日：新見市、大佐町、神鄉町、哲西町、哲多町合併為新設置的新見市。[2]

## 交通

### 鐵路
- 西日本旅客鐵道
  - 伯備線：（←高梁市） - 井倉車站 - 石蟹車站 - 新見車站 - 布原車站 - 備中神代車站 - 足立車站 - 新鄉車站 - （日南町→）
  - 藝備線：備中神代車站 - 坂根車站 - 市岡車站 - 矢神車站 - 野馳車站 - （原市→）
  - 姬新線：（←真庭市） - 刑部車站 - 丹治部車站 - 岩山車站 - 新見車站

|  |  |
|  |  |
|  |  |

### 道路
高速道路
- 中國自動車道：大佐服務區 - 新見交流道 - 神鄉休息區

## 觀光資源

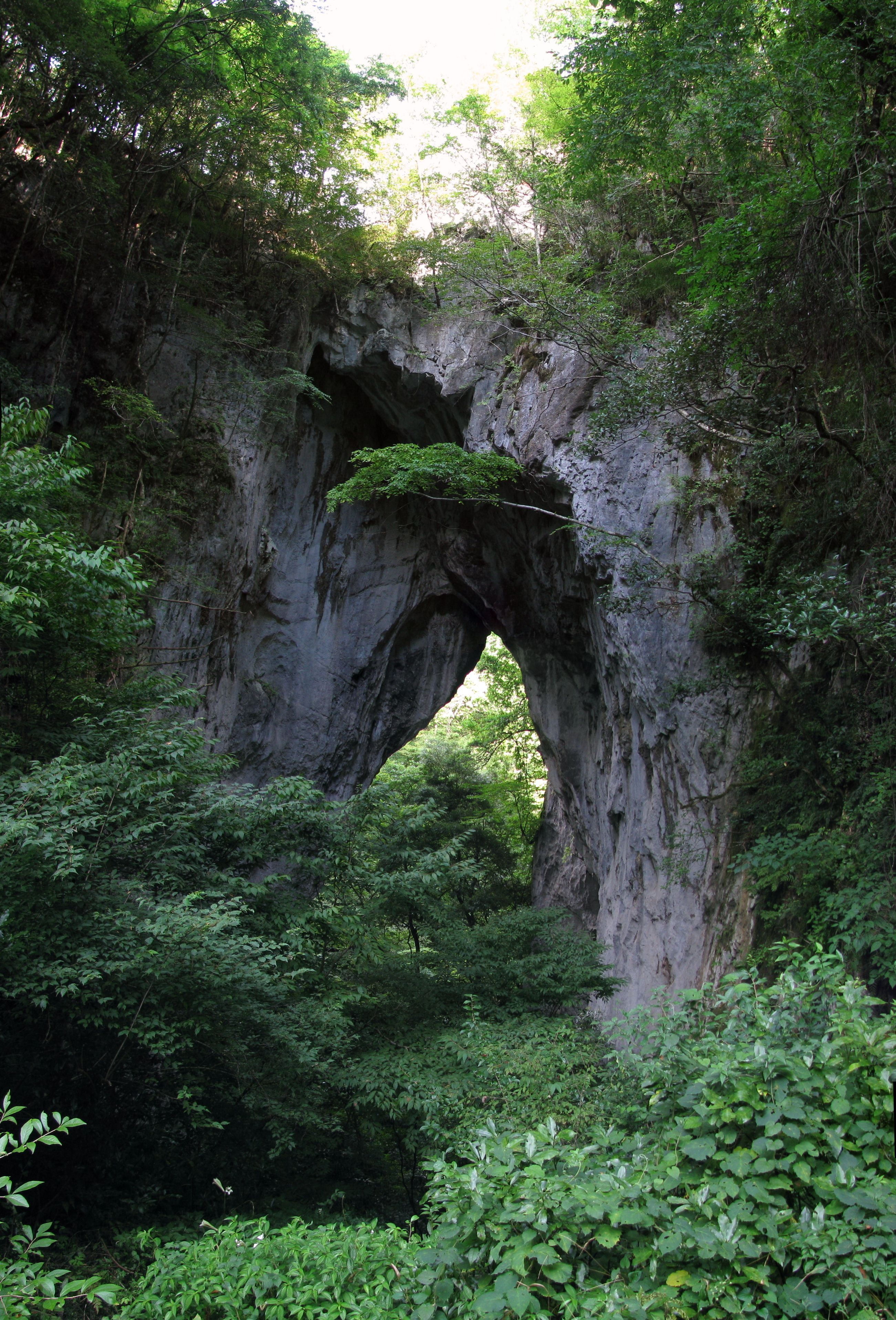
羅生門第一洞

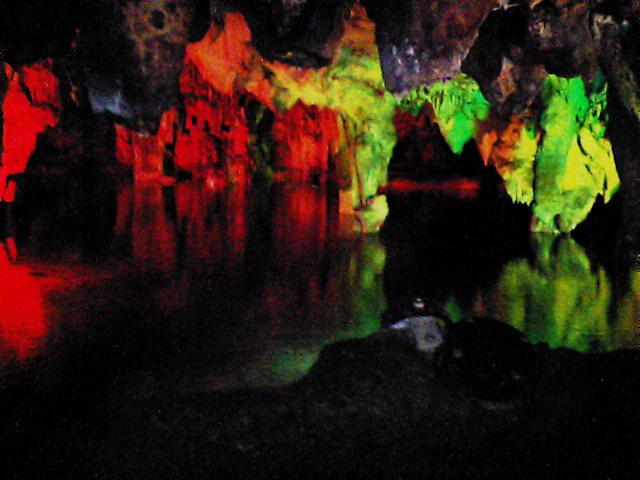
鍾乳洞「満奇洞」

### 景點
- 三尾寺
- 中國牡丹園
- 新見千屋溫泉
- 神鄉溫泉
- 大佐風之湯溫泉
- 熊谷溫泉
- 井倉峽、絹掛瀑布
- 宇山洞
- 龍頭峽
- 羅生門鍾乳洞

### 祭典、活動
- 新見鄉土祭
- 船川八幡宮秋季大祭（每年10月15日）
- 土下座祭

## 教育
大學
- 新見公立大學
- 新見公立短期大學

高等學校
- 岡山縣立新見高等學校
- 岡山縣共生高等學校

特殊學校
- 岡山縣健康之森學園支援學校

## 友好城市

### 海外
- 溮河區（中華人民共和國河南省信陽市）（於1992年4月16日締結為友好都市）

## 出身著名人
- 赤木桁平：曾任眾議院議員、太平洋戰爭甲級戰犯
- 大谷智久：職業棒球選手
- 川上貫一：曾任眾議院議員
- 木村睦男：曾任參議院議長、運輸大臣
- 小谷節夫：曾任眾議院議員
- 佐佐井秀嶺：僧侶、歸化為印度籍致力於新佛教運動
- 妹尾克敏：政治學者
- 中川博之：作曲家
- 垂水悟郎：俳優
- 山室軍平：日本第一位救世軍軍官（牧師）
- 西嶋定生：中國史學者

## 外部連結
- （日語） 新見市觀光協會 （页面存档备份，存于）
- （日語） 阿新地區合併協議會
- （日語） 新見商工會議所 （页面存档备份，存于）
- （日語） 新見市國際交流會